# Campeonato Europeo de Baloncesto Femenino Sub-18 de 2018
El Campeonato Europeo de Baloncesto Femenino Sub-18 de 2018 fue la 35.ª edición del Campeonato Europeo de Baloncesto Femenino Sub-18. La competición tuvo lugar en la ciudad de Udine (Italia) del 4 al 12 de agosto de 2018.

## Sedes
| Udine                        | Udine                        | UdineUdine, sede del Campeonato Europeo de Baloncesto Femenino Sub-18 de 2018. |
| Palasport ''Primo Carnera''  | Palasport Manlio Benedetti   | UdineUdine, sede del Campeonato Europeo de Baloncesto Femenino Sub-18 de 2018. |
| Capacidad: 3800 espectadores | Capacidad: 2000 espectadores | UdineUdine, sede del Campeonato Europeo de Baloncesto Femenino Sub-18 de 2018. |
|                              |                              | UdineUdine, sede del Campeonato Europeo de Baloncesto Femenino Sub-18 de 2018. |

## Equipos participantes
- Alemania
- Bélgica
- Bosnia y Herzegovina
- Croacia
- República Checa
- Francia
- Hungría
- Irlanda
- Italia
- Letonia
- Polonia
- Rusia
- Serbia
- Eslovenia
- España
- Suecia

## Fase de grupos
En esta ronda, los 16 equipos están agrupados en cuatro grupos de cuatro equipos cada uno. Todos los equipos avanzan a la Fase Final.

### Grupo A
|   | Equipo  | Pts | PG | PP | PF  | PC  | Dif |
| - | ------- | --- | -- | -- | --- | --- | --- |
| 1 | Bélgica | 5   | 2  | 1  | 187 | 157 | 30  |
| 2 | Italia  | 5   | 2  | 1  | 169 | 159 | 10  |
| 3 | Croacia | 5   | 2  | 1  | 173 | 170 | 3   |
| 4 | Suecia  | 3   | 0  | 3  | 147 | 190 | −43 |

#### Partidos
| 5 de agosto, 16:30 | Bélgica                             | 67–46   | Suecia |                                                       |  |
|                    | Parciales: 14–5, 22–17, 15–7, 16–17 |         |        |                                                       |  |
|                    |                                     | Reporte |        | Pabellón: Palasport Manilo Benedetti, Udine Árbitros: |  |

| 5 de agosto, 21:00 | Italia                               | 52–56   | Croacia |                                                        |  |
|                    | Parciales: 15–10, 7–13, 17–14, 13–19 |         |         |                                                        |  |
|                    |                                      | Reporte |         | Pabellón: Palasport ''Primo Carnera'', Udine Árbitros: |  |

| 6 de agosto, 16:30 | Croacia                               | 56–67   | Bélgica |                                                       |  |
|                    | Parciales: 10–16, 16–15, 11–23, 19–13 |         |         |                                                       |  |
|                    |                                       | Reporte |         | Pabellón: Palasport Manilo Benedetti, Udine Árbitros: |  |

| 6 de agosto, 21:00 | Suecia                              | 50–62   | Italia |                                                        |  |
|                    | Parciales: 9–10, 20–19, 8–14, 13–19 |         |        |                                                        |  |
|                    |                                     | Reporte |        | Pabellón: Palasport ''Primo Carnera'', Udine Árbitros: |  |

| 7 de agosto, 16:30 | Croacia                              | 61–51   | Suecia |                                                       |  |
|                    | Parciales: 18–16, 18–13, 22–12, 3–10 |         |        |                                                       |  |
|                    |                                      | Reporte |        | Pabellón: Palasport Manilo Benedetti, Udine Árbitros: |  |

| 7 de agosto, 21:00 | Bélgica                             | 53–55   | Italia |                                                        |  |
|                    | Parciales: 18–5, 15–15, 12–19, 8–16 |         |        |                                                        |  |
|                    |                                     | Reporte |        | Pabellón: Palasport ''Primo Carnera'', Udine Árbitros: |  |

### Grupo B
|   | Equipo    | Pts | PG | PP | PF  | PC  | Dif |
| - | --------- | --- | -- | -- | --- | --- | --- |
| 1 | Letonia   | 5   | 2  | 1  | 207 | 166 | 41  |
| 2 | Hungría   | 5   | 2  | 1  | 190 | 166 | 24  |
| 3 | Alemania  | 5   | 2  | 1  | 193 | 176 | 17  |
| 4 | Eslovenia | 3   | 0  | 3  | 133 | 215 | −82 |

#### Partidos
| 4 de agosto, 14:15 | Eslovenia                            | 42–67   | Hungría |                                                        |  |
|                    | Parciales: 14–17, 11–16, 12–17, 5–17 |         |         |                                                        |  |
|                    |                                      | Reporte |         | Pabellón: Palasport ''Primo Carnera'', Udine Árbitros: |  |

| 4 de agosto, 18:45 | Alemania                              | 66–62   | Letonia |                                                        |  |
|                    | Parciales: 13–15, 18–17, 14–15, 21–15 |         |         |                                                        |  |
|                    |                                       | Reporte |         | Pabellón: Palasport ''Primo Carnera'', Udine Árbitros: |  |

| 5 de agosto, 18:45 | Hungría                               | 64–53   | Alemania |                                                        |  |
|                    | Parciales: 22–12, 17–12, 10–13, 15–16 |         |          |                                                        |  |
|                    |                                       | Reporte |          | Pabellón: Palasport ''Primo Carnera'', Udine Árbitros: |  |

| 5 de agosto, 21:00 | Letonia                             | 74–41   | Eslovenia |                                                       |  |
|                    | Parciales: 16–5, 29–5, 16–17, 13–14 |         |           |                                                       |  |
|                    |                                     | Reporte |           | Pabellón: Palasport Manilo Benedetti, Udine Árbitros: |  |

| 6 de agosto, 14:15 | Eslovenia                            | 50–74   | Alemania |                                                       |  |
|                    | Parciales: 12–17, 14–18, 9–23, 15–16 |         |          |                                                       |  |
|                    |                                      | Reporte |          | Pabellón: Palasport Manilo Benedetti, Udine Árbitros: |  |

| 6 de agosto, 18:45 | Letonia                               | 71–59   | Hungría |                                                       |  |
|                    | Parciales: 16–13, 16–14, 22–18, 17–14 |         |         |                                                       |  |
|                    |                                       | Reporte |         | Pabellón: Palasport Manilo Benedetti, Udine Árbitros: |  |

### Grupo C
|   | Equipo               | Pts | PG | PP | PF  | PC  | Dif |
| - | -------------------- | --- | -- | -- | --- | --- | --- |
| 1 | República Checa      | 5   | 2  | 1  | 229 | 183 | 46  |
| 2 | España               | 5   | 2  | 1  | 200 | 170 | 30  |
| 3 | Serbia               | 5   | 2  | 1  | 167 | 179 | −12 |
| 4 | Bosnia y Herzegovina | 3   | 0  | 3  | 166 | 230 | −64 |

#### Partidos
| 4 de agosto, 14:15 | Bosnia y Herzegovina                  | 53–65   | Serbia |                                                       |  |
|                    | Parciales: 15–14, 15–20, 10–15, 13–16 |         |        |                                                       |  |
|                    |                                       | Reporte |        | Pabellón: Palasport Manilo Benedetti, Udine Árbitros: |  |

| 4 de agosto, 16:30 | España                               | 71–67   | República Checa |                                                        |  |
|                    | Parciales: 11–23, 18–8, 21–23, 21–13 |         |                 |                                                        |  |
|                    |                                      | Reporte |                 | Pabellón: Palasport ''Primo Carnera'', Udine Árbitros: |  |

| 5 de agosto, 14:15 | República Checa                       | 83–68   | Bosnia y Herzegovina |                                                       |  |
|                    | Parciales: 15–15, 24–13, 22–25, 22–15 |         |                      |                                                       |  |
|                    |                                       | Reporte |                      | Pabellón: Palasport Manilo Benedetti, Udine Árbitros: |  |

| 5 de agosto, 18:45 | Serbia                              | 58–47   | España |                                                       |  |
|                    | Parciales: 9–16, 16–11, 18–6, 15–14 |         |        |                                                       |  |
|                    |                                     | Reporte |        | Pabellón: Palasport Manilo Benedetti, Udine Árbitros: |  |

| 6 de agosto, 16:30 | República Checa                    | 79–44   | Serbia |                                                        |  |
|                    | Parciales: 8–21, 23–7, 22–6, 26–10 |         |        |                                                        |  |
|                    |                                    | Reporte |        | Pabellón: Palasport ''Primo Carnera'', Udine Árbitros: |  |

| 6 de agosto, 18:45 | Bosnia y Herzegovina                | 45–82   | España |                                                        |  |
|                    | Parciales: 17–22, 16–17, 3–21, 9–22 |         |        |                                                        |  |
|                    |                                     | Reporte |        | Pabellón: Palasport ''Primo Carnera'', Udine Árbitros: |  |

### Grupo D
|   | Equipo  | Pts | PG | PP | PF  | PC  | Dif |
| - | ------- | --- | -- | -- | --- | --- | --- |
| 1 | Francia | 6   | 3  | 0  | 179 | 142 | 37  |
| 2 | Rusia   | 5   | 2  | 1  | 202 | 161 | 41  |
| 3 | Polonia | 4   | 1  | 2  | 184 | 179 | 5   |
| 4 | Irlanda | 3   | 0  | 3  | 120 | 203 | −83 |

#### Partidos
| 4 de agosto, 16:30 | Francia                             | 57–50   | Rusia |                                                       |  |
|                    | Parciales: 17–12, 8–9, 14–17, 18–12 |         |       |                                                       |  |
|                    |                                     | Reporte |       | Pabellón: Palasport Manilo Benedetti, Udine Árbitros: |  |

| 4 de agosto, 18:45 | Irlanda                             | 44–64   | Polonia |                                                       |  |
|                    | Parciales: 6–19, 11–9, 12–15, 15–21 |         |         |                                                       |  |
|                    |                                     | Reporte |         | Pabellón: Palasport Manilo Benedetti, Udine Árbitros: |  |

| 5 de agosto, 14:15 | Polonia                               | 53–60   | Francia |                                                        |  |
|                    | Parciales: 16–12, 11–14, 14–18, 12–16 |         |         |                                                        |  |
|                    |                                       | Reporte |         | Pabellón: Palasport ''Primo Carnera'', Udine Árbitros: |  |

| 5 de agosto, 16:30 | Rusia                                | 77–37   | Irlanda |                                                        |  |
|                    | Parciales: 20–10, 14–6, 14–11, 29–10 |         |         |                                                        |  |
|                    |                                      | Reporte |         | Pabellón: Palasport ''Primo Carnera'', Udine Árbitros: |  |

| 6 de agosto, 14:15 | Rusia                                 | 75–67   | Polonia |                                                        |  |
|                    | Parciales: 16–19, 20–13, 18–19, 21–16 |         |         |                                                        |  |
|                    |                                       | Reporte |         | Pabellón: Palasport ''Primo Carnera'', Udine Árbitros: |  |

| 6 de agosto, 21:00 | Irlanda                            | 39–62   | Francia |                                                       |  |
|                    | Parciales: 7–23, 13–17, 10–15, 9–7 |         |         |                                                       |  |
|                    |                                    | Reporte |         | Pabellón: Palasport Manilo Benedetti, Udine Árbitros: |  |

## Fase final

### Cuadro final
|  | Octavos de final     | Octavos de final |                 |          | Cuartos de final | Cuartos de final |  |          | Semifinales  | Semifinales  |         |              | Final        | Final        |  |
|  | 8 de agosto          | 8 de agosto      |                 |          | 9 de agosto      | 9 de agosto      |  |          | 11 de agosto | 11 de agosto |         |              | 12 de agosto | 12 de agosto |  |
|  |                      |                  |                 |          |                  |                  |  |          |              |              |         |              |              |              |  |
|  |                      |                  |                 |          |                  |                  |  |          |              |              |         |              |              |              |  |
|  | Bélgica              | 59               |                 |          |                  |                  |  |          |              |              |         |              |              |              |  |
|  | Bélgica              | 59               |                 |          |                  |                  |  |          |              |              |         |              |              |              |  |
|  | Eslovenia            | 35               |                 |          |                  |                  |  |          |              |              |         |              |              |              |  |
|  | Eslovenia            | 35               |                 | Bélgica  | 72               |                  |  |          |              |              |         |              |              |              |  |
|  |                      |                  |                 | Bélgica  | 72               |                  |  |          |              |              |         |              |              |              |  |
|  |                      |                  | España          | 73       |                  |                  |  |          |              |              |         |              |              |              |  |
|  | España               | 61               | España          | 73       |                  |                  |  |          |              |              |         |              |              |              |  |
|  | España               | 61               |                 |          |                  |                  |  |          |              |              |         |              |              |              |  |
|  | Polonia              | 40               |                 |          |                  |                  |  |          |              |              |         |              |              |              |  |
|  | Polonia              | 40               |                 |          |                  |                  |  | España   | 57           |              |         |              |              |              |  |
|  |                      |                  |                 |          |                  |                  |  | España   | 57           |              |         |              |              |              |  |
|  |                      |                  | Hungría         | 54       |                  |                  |  |          |              |              |         |              |              |              |  |
|  | Hungría              | 63               | Hungría         | 54       |                  |                  |  |          |              |              |         |              |              |              |  |
|  | Hungría              | 63               |                 |          |                  |                  |  |          |              |              |         |              |              |              |  |
|  | Croacia              | 58               |                 |          |                  |                  |  |          |              |              |         |              |              |              |  |
|  | Croacia              | 58               |                 | Hungría  | 69               |                  |  |          |              |              |         |              |              |              |  |
|  |                      |                  |                 | Hungría  | 69               |                  |  |          |              |              |         |              |              |              |  |
|  |                      |                  | Francia         | 61       |                  |                  |  |          |              |              |         |              |              |              |  |
|  | Francia              | 91               | Francia         | 61       |                  |                  |  |          |              |              |         |              |              |              |  |
|  | Francia              | 91               |                 |          |                  |                  |  |          |              |              |         |              |              |              |  |
|  | Bosnia y Herzegovina | 47               |                 |          |                  |                  |  |          |              |              |         |              |              |              |  |
|  | Bosnia y Herzegovina | 47               |                 |          |                  |                  |  |          |              |              |         | España       | 54           |              |  |
|  |                      |                  |                 |          |                  |                  |  |          |              |              |         | España       | 54           |              |  |
|  |                      |                  | Alemania        | 67       |                  |                  |  |          |              |              |         |              |              |              |  |
|  | Italia               | 46               | Alemania        | 67       |                  |                  |  |          |              |              |         |              |              |              |  |
|  | Italia               | 46               |                 |          |                  |                  |  |          |              |              |         |              |              |              |  |
|  | Alemania             | 67               |                 |          |                  |                  |  |          |              |              |         |              |              |              |  |
|  | Alemania             | 67               |                 | Alemania | 72               |                  |  |          |              |              |         |              |              |              |  |
|  |                      |                  |                 | Alemania | 72               |                  |  |          |              |              |         |              |              |              |  |
|  |                      |                  | República Checa | 44       |                  |                  |  |          |              |              |         |              |              |              |  |
|  | República Checa      | 71               | República Checa | 44       |                  |                  |  |          |              |              |         |              |              |              |  |
|  | República Checa      | 71               |                 |          |                  |                  |  |          |              |              |         |              |              |              |  |
|  | Irlanda              | 37               |                 |          |                  |                  |  |          |              |              |         |              |              |              |  |
|  | Irlanda              | 37               |                 |          |                  |                  |  | Alemania | 66           |              |         |              |              |              |  |
|  |                      |                  |                 |          |                  |                  |  | Alemania | 66           |              |         |              |              |              |  |
|  |                      |                  | Letonia         | 37       |                  |                  |  |          |              |              |         |              |              |              |  |
|  | Letonia              | 59               | Letonia         | 37       |                  |                  |  |          |              |              |         |              |              |              |  |
|  | Letonia              | 59               |                 |          |                  |                  |  |          |              |              |         |              |              |              |  |
|  | Suecia               | 47               |                 |          |                  |                  |  |          |              |              |         |              |              |              |  |
|  | Suecia               | 47               |                 | Letonia  | 69               |                  |  |          |              |              |         | Tercer lugar | Tercer lugar |              |  |
|  |                      |                  |                 | Letonia  | 69               |                  |  |          |              |              |         | Tercer lugar | Tercer lugar |              |  |
|  |                      |                  | Rusia           | 62       |                  |                  |  |          |              |              |         |              |              |              |  |
|  | Rusia                | 63               | Rusia           | 62       |                  |                  |  |          |              |              | Hungría | 58           |              |              |  |
|  | Rusia                | 63               |                 |          |                  |                  |  |          |              |              | Hungría | 58           |              |              |  |
|  | Serbia               | 54               |                 |          |                  |                  |  |          |              |              |         |              | Letonia      | 56           |  |
|  | Serbia               | 54               |                 |          |                  |                  |  |          |              |              |         |              | Letonia      | 56           |  |
|  |                      |                  |                 |          |                  |                  |  |          |              |              |         |              |              |              |  |

#### Octavos de final
| 8 de agosto, 14:15 | España                              | 61–40   | Polonia |                                                        |  |
|                    | Parciales: 18–12, 17–8, 11–9, 15–11 |         |         |                                                        |  |
|                    |                                     | Reporte |         | Pabellón: Palasport ''Primo Carnera'', Udine Árbitros: |  |

| 8 de agosto, 14:15 | Hungría                               | 63–58   | Croacia |                                                       |  |
|                    | Parciales: 22–12, 19–12, 12–13, 10–21 |         |         |                                                       |  |
|                    |                                       | Reporte |         | Pabellón: Palasport Manilo Benedetti, Udine Árbitros: |  |

| 8 de agosto, 16:30 | Bélgica                            | 59–35   | Eslovenia |                                                        |  |
|                    | Parciales: 19–5, 17–12, 6–5, 17–13 |         |           |                                                        |  |
|                    |                                    | Reporte |           | Pabellón: Palasport ''Primo Carnera'', Udine Árbitros: |  |

| 8 de agosto, 16:30 | Francia                              | 91–47   | Bosnia y Herzegovina |                                                       |  |
|                    | Parciales: 23–14, 20–11, 22–9, 26–13 |         |                      |                                                       |  |
|                    |                                      | Reporte |                      | Pabellón: Palasport Manilo Benedetti, Udine Árbitros: |  |

| 8 de agosto, 18:45 | Rusia                               | 63–54   | Serbia |                                                       |  |
|                    | Parciales: 13–13, 18–15, 9–17, 23–9 |         |        |                                                       |  |
|                    |                                     | Reporte |        | Pabellón: Palasport Manilo Benedetti, Udine Árbitros: |  |

| 8 de agosto, 18:45 | República Checa                    | 71–37   | Irlanda |                                                        |  |
|                    | Parciales: 24–6, 11–16, 16–9, 20–6 |         |         |                                                        |  |
|                    |                                    | Reporte |         | Pabellón: Palasport ''Primo Carnera'', Udine Árbitros: |  |

| 8 de agosto, 21:00 | Letonia                              | 59–47   | Suecia |                                                       |  |
|                    | Parciales: 13–10, 14–14, 20–14, 12–9 |         |        |                                                       |  |
|                    |                                      | Reporte |        | Pabellón: Palasport Manilo Benedetti, Udine Árbitros: |  |

| 8 de agosto, 21:00 | Italia                               | 46–67   | Alemania |                                                        |  |
|                    | Parciales: 12–19, 9–14, 12–21, 13–13 |         |          |                                                        |  |
|                    |                                      | Reporte |          | Pabellón: Palasport ''Primo Carnera'', Udine Árbitros: |  |

#### Cuartos de final
| 9 de agosto, 14:15 | Hungría                               | 69–61   | Francia |                                                        |  |
|                    | Parciales: 17–10, 16–10, 11–13, 25–28 |         |         |                                                        |  |
|                    |                                       | Reporte |         | Pabellón: Palasport ''Primo Carnera'', Udine Árbitros: |  |

| 9 de agosto, 16:30 | Bélgica                               | 72–73   | España |                                                        |  |
|                    | Parciales: 16–21, 17–12, 21–21, 18–19 |         |        |                                                        |  |
|                    |                                       | Reporte |        | Pabellón: Palasport ''Primo Carnera'', Udine Árbitros: |  |

| 9 de agosto, 18:45 | Letonia                               | 69–62   | Rusia |                                                        |  |
|                    | Parciales: 15–20, 21–11, 16–12, 17–19 |         |       |                                                        |  |
|                    |                                       | Reporte |       | Pabellón: Palasport ''Primo Carnera'', Udine Árbitros: |  |

| 9 de agosto, 21:00 | Alemania                            | 72–44   | República Checa |                                                        |  |
|                    | Parciales: 20–12, 14–18, 18–8, 20–8 |         |                 |                                                        |  |
|                    |                                     | Reporte |                 | Pabellón: Palasport ''Primo Carnera'', Udine Árbitros: |  |

#### Semifinales
| 11 de agosto, 18:45 | España                              | 57–54   | Hungría |                                                        |  |
|                     | Parciales: 9–18, 18–16, 20–8, 10–12 |         |         |                                                        |  |
|                     |                                     | Reporte |         | Pabellón: Palasport ''Primo Carnera'', Udine Árbitros: |  |

| 11 de agosto, 21:00 | Alemania                             | 66–37   | Letonia |                                                        |  |
|                     | Parciales: 12–5, 19–10, 18–10, 17–12 |         |         |                                                        |  |
|                     |                                      | Reporte |         | Pabellón: Palasport ''Primo Carnera'', Udine Árbitros: |  |

#### Partido por la medalla de bronce
| 12 de agosto, 18:45 | Hungría                              | 58–56   | Letonia |                                                        |  |
|                     | Parciales: 18–13, 16–10, 14–24, 10–9 |         |         |                                                        |  |
|                     |                                      | Reporte |         | Pabellón: Palasport ''Primo Carnera'', Udine Árbitros: |  |

#### Final
| 12 de agosto, 21:00 | España                               | 54–67   | Alemania | |  |
|                     | Parciales: 13–19, 11–24, 13–8, 17–16 |         |          | |  |
|                     |                                      | Reporte |          | Pabellón: Palasport ''Primo Carnera'', Udine Asistencia: 300 espectadores Árbitros: Wojciech Liszka Kristaps Konstantinovs Jasmina Juras |  |

### Cuadro por el 5.º-8.º lugar
|  | Semifinales 5.º-8.º | Semifinales 5.º-8.º |                 |         | Partido 5.º lugar | Partido 5.º lugar |  |
|  | 11 de agosto        | 11 de agosto        |                 |         | 12 de agosto      | 12 de agosto      |  |
|  |                     |                     |                 |         |                   |                   |  |
|  |                     |                     |                 |         |                   |                   |  |
|  | Bélgica             | 59                  |                 |         |                   |                   |  |
|  | Bélgica             | 59                  |                 |         |                   |                   |  |
|  | Francia             | 49                  |                 |         |                   |                   |  |
|  | Francia             | 49                  |                 | Bélgica | 68                |                   |  |
|  |                     |                     |                 | Bélgica | 68                |                   |  |
|  |                     |                     | República Checa | 27      |                   |                   |  |
|  | República Checa     | 59                  | República Checa | 27      |                   |                   |  |
|  | República Checa     | 59                  |                 |         |                   |                   |  |
|  | Rusia               | 51                  |                 |         | Partido 7.º lugar | Partido 7.º lugar |  |
|  | Rusia               | 51                  |                 |         | Partido 7.º lugar | Partido 7.º lugar |  |
|  |                     |                     |                 |         |                   |                   |  |
|  |                     |                     |                 |         | Francia           | 65                |  |
|  |                     |                     |                 |         | Francia           | 65                |  |
|  |                     |                     |                 |         | Rusia             | 60                |  |
|  |                     |                     |                 |         | Rusia             | 60                |  |
|  |                     |                     |                 |         |                   |                   |  |

#### Semifinales del 5.º–8.º lugar
| 11 de agosto, 14:15 | Bélgica                               | 59–49   | Francia |                                                        |  |
|                     | Parciales: 13–14, 17–11, 17–12, 12–12 |         |         |                                                        |  |
|                     |                                       | Reporte |         | Pabellón: Palasport ''Primo Carnera'', Udine Árbitros: |  |

| 11 de agosto, 16:30 | República Checa                      | 59–51   | Rusia |                                                        |  |
|                     | Parciales: 18–12, 12–19, 17–8, 12–12 |         |       |                                                        |  |
|                     |                                      | Reporte |       | Pabellón: Palasport ''Primo Carnera'', Udine Árbitros: |  |

#### Partido por el 7.º lugar
| 12 de agosto, 13:45 | Francia                               | 65–60   | Rusia |                                                        |  |
|                     | Parciales: 22–15, 10–19, 19–15, 14–11 |         |       |                                                        |  |
|                     |                                       | Reporte |       | Pabellón: Palasport ''Primo Carnera'', Udine Árbitros: |  |

#### Partido por el 5.º lugar
| 12 de agosto, 16:30 | Bélgica                           | 68–27   | República Checa |                                                        |  |
|                     | Parciales: 14–4, 16–5, 14–9, 24–9 |         |                 |                                                        |  |
|                     |                                   | Reporte |                 | Pabellón: Palasport ''Primo Carnera'', Udine Árbitros: |  |

### Cuadro por el 9.º-16.º lugar
|  | Partido 13.eɽ lugar  | Partido 13.eɽ lugar |             |           | Semifinales 13.º-16.º | Semifinales 13.º-16.º |              |              | Cuartos de final 9.º-16.º | Cuartos de final 9.º-16.º |        |         | Semifinales 9.º-12.º | Semifinales 9.º-12.º |  |  | Partido 9.º lugar | Partido 9.º lugar |
|  |                      |                     |             |           |                       |                       |              |              |                           |                           |        |         |                      |                      |  |  |                   |                   |
|  |                      |                     |             |           |                       |                       |              |              | 9 de agosto               |                           |        |         |                      |                      |  |  |                   |                   |
|  |                      |                     |             |           |                       |                       |              |              |                           |                           |        |         |                      |                      |  |  |                   |                   |
|  | 12 de agosto         | 12 de agosto        |             |           | 11 de agosto          | 11 de agosto          |              |              | Eslovenia                 | 51                        |        |         | 11 de agosto         | 11 de agosto         |  |  | 12 de agosto      | 12 de agosto      |
|  | 12 de agosto         | 12 de agosto        |             |           | 11 de agosto          | 11 de agosto          |              |              | Eslovenia                 | 51                        |        |         | 11 de agosto         | 11 de agosto         |  |  | 12 de agosto      | 12 de agosto      |
|  | 12 de agosto         | 12 de agosto        |             |           | 11 de agosto          | 11 de agosto          | Polonia      | 79           |                           |                           |        |         | 11 de agosto         | 11 de agosto         |  |  | 12 de agosto      | 12 de agosto      |
|  | 12 de agosto         | 12 de agosto        |             | Eslovenia | 47                    |                       | Polonia      | 79           |                           |                           |        | Polonia | 49                   |                      |  |  | 12 de agosto      | 12 de agosto      |
|  | 12 de agosto         | 12 de agosto        | 9 de agosto | Eslovenia | 47                    |                       |              |              |                           |                           |        | Polonia | 49                   |                      |  |  | 12 de agosto      | 12 de agosto      |
|  | 12 de agosto         | 12 de agosto        |             |           | Bosnia y Herzegovina  | 67                    |              |              | Croacia                   | 75                        |        |         |                      |                      |  |  | 12 de agosto      | 12 de agosto      |
|  | 12 de agosto         | 12 de agosto        | Croacia     | 84        | Bosnia y Herzegovina  | 67                    |              |              | Croacia                   | 75                        |        |         |                      |                      |  |  | 12 de agosto      | 12 de agosto      |
|  | 12 de agosto         | 12 de agosto        | Croacia     | 84        |                       |                       |              |              |                           |                           |        |         |                      |                      |  |  | 12 de agosto      | 12 de agosto      |
|  | 12 de agosto         | 12 de agosto        |             |           | Bosnia y Herzegovina  | 57                    |              |              |                           |                           |        |         |                      |                      |  |  | 12 de agosto      | 12 de agosto      |
|  | Bosnia y Herzegovina | 71                  |             |           | Bosnia y Herzegovina  | 57                    | Croacia      | 69           |                           |                           |        |         |                      |                      |  |  |                   |                   |
|  | Bosnia y Herzegovina | 71                  | 9 de agosto |           |                       |                       | Croacia      | 69           |                           |                           |        |         |                      |                      |  |  |                   |                   |
|  | Irlanda              | 63                  |             |           | Italia                | 54                    |              |              |                           |                           |        |         |                      |                      |  |  |                   |                   |
|  | Irlanda              | 63                  | Italia      | 64        | Italia                | 54                    |              |              |                           |                           |        |         |                      |                      |  |  |                   |                   |
|  |                      |                     | Italia      | 64        | 11 de agosto          | 11 de agosto          | 11 de agosto | 11 de agosto |                           |                           |        |         |                      |                      |  |  |                   |                   |
|  |                      |                     | Irlanda     | 54        | 11 de agosto          | 11 de agosto          | 11 de agosto | 11 de agosto |                           |                           |        |         |                      |                      |  |  |                   |                   |
|  | Partido 15.º lugar   | Partido 15.º lugar  | Irlanda     | 54        | Irlanda               | 53                    |              |              |                           |                           | Italia | 69      | Partido 11.º lugar   | Partido 11.º lugar   |  |  |                   |                   |
|  | Partido 15.º lugar   | Partido 15.º lugar  | 9 de agosto |           | Irlanda               | 53                    |              |              |                           |                           | Italia | 69      | Partido 11.º lugar   | Partido 11.º lugar   |  |  |                   |                   |
|  | 12 de agosto         | 12 de agosto        |             |           | Suecia                | 52                    |              |              | Serbia                    | 57                        |        |         | 12 de agosto         | 12 de agosto         |  |  |                   |                   |
|  | Eslovenia            | 57                  | Suecia      | 54        | Suecia                | 52                    | Polonia      | 74           | Serbia                    | 57                        |        |         |                      |                      |  |  |                   |                   |
|  | Eslovenia            | 57                  | Suecia      | 54        |                       |                       | Polonia      | 74           |                           |                           |        |         |                      |                      |  |  |                   |                   |
|  | Suecia               | 64                  |             |           | Serbia                | 61                    |              |              | Serbia                    | 48                        |        |         |                      |                      |  |  |                   |                   |

#### Cuartos de final del 9.º–16.º lugar
| 9 de agosto, 14:15 | Croacia                               | 84–57   | Bosnia y Herzegovina |                                                       |  |
|                    | Parciales: 25–17, 20–12, 27–17, 12–11 |         |                      |                                                       |  |
|                    |                                       | Reporte |                      | Pabellón: Palasport Manilo Benedetti, Udine Árbitros: |  |

| 9 de agosto, 16:30 | Eslovenia                            | 51–79   | Polonia |                                                       |  |
|                    | Parciales: 10–22, 9–18, 18–21, 14–18 |         |         |                                                       |  |
|                    |                                      | Reporte |         | Pabellón: Palasport Manilo Benedetti, Udine Árbitros: |  |

| 9 de agosto, 18:45 | Suecia                              | 54–61   | Serbia |                                                       |  |
|                    | Parciales: 8–16, 9–14, 11–19, 26–12 |         |        |                                                       |  |
|                    |                                     | Reporte |        | Pabellón: Palasport Manilo Benedetti, Udine Árbitros: |  |

| 9 de agosto, 21:00 | Italia                                | 64–54   | Irlanda |                                                       |  |
|                    | Parciales: 14–12, 18–14, 17–15, 15–13 |         |         |                                                       |  |
|                    |                                       | Reporte |         | Pabellón: Palasport Manilo Benedetti, Udine Árbitros: |  |

#### Semifinales por el 13.º-16.º lugar
| 11 de agosto, 14:15 | Eslovenia                            | 47–67   | Bosnia y Herzegovina |                                                       |  |
|                     | Parciales: 13–17, 6–20, 11–11, 17–19 |         |                      |                                                       |  |
|                     |                                      | Reporte |                      | Pabellón: Palasport Manilo Benedetti, Udine Árbitros: |  |

| 11 de agosto, 16:30 | Irlanda                              | 53–52   | Suecia |                                                       |  |
|                     | Parciales: 10–8, 10–11, 20–10, 13–23 |         |        |                                                       |  |
|                     |                                      | Reporte |        | Pabellón: Palasport Manilo Benedetti, Udine Árbitros: |  |

#### Semifinales por el 9.º-12.º lugar
| 11 de agosto, 18:45 | Polonia                               | 49–75   | Croacia |                                                       |  |
|                     | Parciales: 12–11, 13–15, 12–24, 12–25 |         |         |                                                       |  |
|                     |                                       | Reporte |         | Pabellón: Palasport Manilo Benedetti, Udine Árbitros: |  |

| 11 de agosto, 21:00 | Italia                                | 69–57   | Serbia |                                                       |  |
|                     | Parciales: 17–15, 11–16, 23–14, 18–12 |         |        |                                                       |  |
|                     |                                       | Reporte |        | Pabellón: Palasport Manilo Benedetti, Udine Árbitros: |  |

#### Partido por el 15.º lugar
| 12 de agosto, 11:30 | Eslovenia                                        | 57–64   | Suecia |                                                       |  |
|                     | Parciales: 14–14, 15–9, 13–12, 9–16 (T.E.: 6–13) |         |        |                                                       |  |
|                     |                                                  | Reporte |        | Pabellón: Palasport Manilo Benedetti, Udine Árbitros: |  |

#### Partido por el 13.eɽlugar
| 12 de agosto, 14:15 | Bosnia y Herzegovina                 | 71–63   | Irlanda |                                                       |  |
|                     | Parciales: 20–20, 23–15, 17–4, 11–24 |         |         |                                                       |  |
|                     |                                      | Reporte |         | Pabellón: Palasport Manilo Benedetti, Udine Árbitros: |  |

#### Partido por el 11.º lugar
| 12 de agosto, 16:00 | Polonia                              | 74–48   | Serbia |                                                       |  |
|                     | Parciales: 13–15, 14–15, 22–10, 25–8 |         |        |                                                       |  |
|                     |                                      | Reporte |        | Pabellón: Palasport Manilo Benedetti, Udine Árbitros: |  |

#### Partido por el 9.º lugar
| 12 de agosto, 18:15 | Croacia                               | 69–54   | Italia |                                                       |  |
|                     | Parciales: 24–10, 17–18, 15–13, 13–13 |         |        |                                                       |  |
|                     |                                       | Reporte |        | Pabellón: Palasport Manilo Benedetti, Udine Árbitros: |  |

## Clasificación final
– Clasifican al Mundial 2019.
     – Desciende a la División B.
| Pos.              | Equipo               | Balance |
| ----------------- | -------------------- | ------- |
| Medalla de oro    | Alemania             | 6-1     |
| Medalla de plata  | España               | 5-2     |
| Medalla de bronce | Hungría              | 5-2     |
| 4.º               | Letonia              | 4-3     |
| 5.º               | Bélgica              | 5-2     |
| 6.º               | República Checa      | 4-3     |
| 7.º               | Francia              | 5-2     |
| 8.º               | Rusia                | 3-4     |
| 9.º               | Croacia              | 5-2     |
| 10.º              | Italia               | 4-3     |
| 11.º              | Polonia              | 3-4     |
| 12.º              | Serbia               | 3-4     |
| 13.º              | Bosnia y Herzegovina | 2-5     |
| 14.º              | Irlanda              | 1-6     |
| 15.º              | Suecia               | 1-6     |
| 16.º              | Eslovenia            | 0-7     |

## Clasificados al Campeonato Mundial Femenino Sub-19 2019
| Bandera de Alemania | Bandera de España | Bandera de Hungría | Bandera de Letonia | Bandera de Bélgica |
| Alemania            | España            | Hungría            | Letonia            | Bélgica            |
| ------------------- | ----------------- | ------------------ | ------------------ | ------------------ |